# Noël Péri
Noël Péri (Cruzy-le-Châtel, 22 août 1865-Hanoï, 25 juin 1922) est un missionnaire français.

## Biographie
Fils d'un fonctionnaire, il fait des études primaires et secondaires à Neufchâteau et entre chez les Jésuites à Dôle puis à Chalon-sur-Saône. Renonçant à faire Polytechnique, il entre au séminaire et est ordonné prêtre en 1888. 
Le 28 novembre 1888, il part de Marseille sur le Melbourne à destination des missions du Japon. Il arrive à Yokohama en janvier 1889 et décide d'apprendre aussitôt le japonais. 
Missionnaire à Matsumoto (octobre 1890), il prêche jusqu'à Kōfu, Nagano et Fukushima. En 1892, il est rappelé à Tokyo pour diriger l'orphelinat de Sekiguchi puis revient à Matsumoto où il réside jusqu'en août 1896. 
Traducteur des Évangiles en japonais, collaborateur de la Revue française du Japon, il écrit en 1897 un essai sur le Nô. Professeur de musique au conservatoire d'Ueno, il s'installe à Akasaka où il fonde la Revue Tenchijin (Le Ciel, la Terre et l'Homme) ainsi que la grande librairie française Sansaisha. 
Après un poste à Mito, il décide de quitter les missions étrangères pour devenir prêtre libre. Claude Eugène Maitre qui le rencontre en août 1903, fait avec lui des excursions à travers le Japon. 
En 1904, Péri fonde la Revue Mélanges qui deviendra en 1906 Mélanges japonais, première revue consacrée au Japon, qui paraîtra jusqu'en 1910. Journaliste à Shanghai (1906), il devient pensionnaire de l'École française d'Extrême-Orient et s’installe à Hanoï le 23 avril 1906. Il se rend de là à de nombreuses reprises au Japon : 1907-1908, 1913, 1915-1916, 1918 et 1920. 
Après avoir tenté de se soigner dans les stations thermales d'Ashinoyu et de Kusatsu, il meurt dans un accident de voiture près de Hanoï le 25 juin 1922.

## Œuvres
On lui doit de nombreux articles sur le Japon, des traductions du japonais en français ainsi que :
- Essai sur le drame lyrique japonais, Nô, 1912
- Essai sur les gammes japonaises, posthume, 1934